# Seznam načelnikov generalštaba Izraelskih obrambnih sil
Seznam načelnikov generalštaba Izraelskih obrambnih sil.

## Seznam
1. Jaakov Dori (1948-1949)
2. Jigael Jadin (1949-1952)
3. Mordečaj Maklef (1952-1953)
4. Moše Dajan (1953-1958)
5. Chaim Laskov (1958-1961)
6. Tzvi Tzur (1961-1964)
7. Jicak Rabin (1964-1968)
8. Chaim Bar-Lev (1968-1972)
9. David Elazar (1972-1974)
10. Mordečaj Gur (1974-1978)
11. Rafael Eitan (1978-1983)
12. Moše Levi (1983-1987)
13. Dan Šomron (1987-1991)
14. Ehud Barak (1991-1995)
15. Amnon Lipkin-Shahak (1995-1998)
16. Šaul Mofaz (1998-2002)
17. Moše Ya'alon (2002-2005)
18. Dan Haluc (2005-2007)
19. Gabi Aškenazi (2007-2011)
20. Benny Gantz (2011-2015)
21. Gadi Eizenkot (2015-danes)